# Vanessa Neumann
Vanessa Neumann (născută pe 4 ianuarie 1990 în Kirchheimbolanden) este o pilotă de curse germană sub pseudonimul Happinessa.

## Viață și carieră
Neumann a crescut în Schneckenhausen, Palatinat. În 2018, s-a mutat la Mannheim înainte de a emigra în Madeira în 2021. Anterior, a lucrat ca funcționară administrativă în districtul Kaiserslautern și în sectorul public, în sectorul financiar, timp de peste zece ani.

Neumann a participat la emisiunea RTL Ninja Warrior Germany în 2018 și la Big Bounce – The Trampoline Show în 2019. A fost Playmate a lunii în numărul din aprilie 2025 al revistei Playboy germane.

Din 2025, Neumann a concurat în NASCAR Euro Series pentru echipa de curse germană Bremotion sub pseudonimul Happinessa. Conduce un Chevrolet Camaro cu 408 CP. La debutul său pe Circuitul Ricardo Tormo, a stabilit cel mai rapid tur și a terminat pe locul doi în Lady Trophy, dar a fost forțată să se retragă pe Autodromo Vallelunga după o coliziune. A obținut prima victorie pe circuitul Brands Hatch.
Neumann locuiește în Madeira[4] și ocazional în Roßdorf.

## Links
- Vanessa Neumann